# Pausa (Ricky Martin)
Pausa è il primo EP del cantante portoricano Ricky Martin, pubblicato nel 2020.

## Tracce
1. Simple (with Sting) – 3:35
2. Recuerdo (with Carla Morrison) – 3:52
3. Cae de Una (with Pedro Capó) – 3:39
4. Quiéreme (with Diego el Cigala) – 3:06
5. Tiburones – 3:14
6. Cántalo (with Residente & Bad Bunny) – 3:39

Headphone Mix
1. Simple (headphone mix) (with Sting) – 3:34
2. Recuerdo (headphone mix) (with Carla Morrison) – 3:52
3. Cae de Una (headphone mix) (with Pedro Capó) – 3:42
4. Quiéreme (headphone mix) (with Diego el Cigala) – 3:03
5. Tiburones (headphone mix) – 3:15
6. Cántalo (headphone mix) (with Residente & Bad Bunny) – 3:38
7. Mi Sangre (headphone mix) (featuring Neha Mahajan) – 3:30